# Distretto di Duodao
Il distretto di Duodao (掇刀区S, Duōdāo QūP) è un distretto della Cina, situato nella provincia di Hubei e amministrato dalla prefettura di Jingmen.